# Занкт-Мерген
Занкт-Мерген (нім. Sankt Märgen) — громада в Німеччині, знаходиться в землі Баден-Вюртемберг. Підпорядковується адміністративному округу Фрайбург. Входить до складу району Брайсгау-Верхній Шварцвальд.
Площа — 33,37 км2. Населення становить 1859 ос. (станом на 31 грудня 2020).